# Якимов, Павел Никитович
Па́вел Ники́тович Яки́мов (30 июня [13 июля] 1910 года, Санкт-Петербург— 5 марта 1968 года) — советский лётчик, Герой Советского Союза (1944), участник Великой Отечественной войны, штурман самолёта 1-й транспортной авиационной дивизии главного командования ВВС Красной Армии, Народный герой Югославии, гвардии капитан.

## Биография
Родился в Санкт-Петербурге в семье рабочего.
Окончил Ленинградский авиационный техникум в 1931 году.
Работал в Батайской авиационной школе ГВФ, где прошёл курс военной подготовки. С 1939 года работал штурманом Ростовского авиапредприятия. На фронтах Великой Отечественной войны с октября 1941 года.
В январе 1943 года П. Н. Якимов был в составе группы советских лётчиков и авиаспециалистов 1-й транспортной авиационной дивизии командирован в Великобританию для освоения и перегонки в СССР 200 бомбардировщиков Armstrong Whitworth A.W.41 «Albermarle».
Летом и осенью 1943 года в участвовал в обеспечении подготовки Тегеранской конференции глав СССР, Великобритании и США (28 ноября — 1 декабря 1943 года), перевезя в Иран большое количество офицеров и солдат Красной Армии, представителей посольств, разведчиков, групп обеспечения, переводчиков, а также различных необходимых для этой цели грузов.
Особо отличился при выполнении специальных заданий командования по доставке в расположение Народно-освободительной армии Югославии (НОАЮ) с авиабазы в городе Бари (Италия) в 1944 году оружия, боеприпасов, продовольствия, медикаментов, вывозу раненых и спасению Верховного штаба НОАЮ во главе с маршалом Иосипом Броз Тито 4 июня 1944 года. За эту операцию ему 20 июня 1944 года было присвоено звание Героя Советского Союза и звание Народного Героя Югославии.
С 1947 года П. Н. Якимов — в запасе. Жил в Москве. Работал флаг-штурманом отряда Отдельной авиационной группы международных воздушных сообщений, начальником штаба авиапредприятия. Затем переехал в Эстонию, жил в городе Кингисеппе (ныне город Курессааре, остров Сааремаа), работал начальником аэропорта.
Последние годы жил в городе Таллине. Скончался в Таллине 5 марта 1968 года.

## Награды
- Медаль «Золотая Звезда» Героя Советского Союза (20.06.1944; № 3931)[4];
- орден Ленина (20.06.1944);
- орден «Знак Почёта»;
- орден Народного Героя Югославии;
- медали, в том числе:
  - медаль «За боевые заслуги» (3.11.1944).

## Память
- Похоронен в Таллине на кладбище Матсакальмисту (Лесное), где установлен памятник (сектор V, квартал 4P)[3].
- На здании Кингисеппского аэропорта установлена мемориальная доска.